# Quake Champions
Pour les articles homonymes, voir Quake (homonymie).
Quake Champions est un jeu de tir à la première personne multijoueur compétitif développé par Id Software et Saber Interactive, et édité par Bethesda Softworks, faisant partie de la série des Quake. Quake Champions est la première entrée dans la série des Quake depuis Quake 4, sorti en 2005. Le jeu est sorti en 2017 sur Microsoft Windows. L'annonce du support de Vulkan,, laisse envisager la possibilité d'utiliser Wine, afin d'exécuter Quake Champions sous Linux et Mac, comme cela a été le cas pour Doom 2016.
Quake Champions reprend les thèmes fantastiques et démoniaques des Mythes de Cthulhu dont s'étaient inspiré Quake I et II.

## Système de jeu

### Modes de jeu
Quake Champions reprend les modes de jeu classiques de la série ainsi que de nouveaux. Ceux-ci sont jouables en classé (e-sport) ou en non-classé suivant les cas. Il existe des modes par équipe et des modes en chacun-pour-soi.

### Arènes[13]
- Blood Covenant
- Ruins of Sarnath
- Burial Chamber
- Lockbox
- Blood Run
- Corrupted Keep
- Tempest Shrine
- Church of Azathoth
- Vale of Pnath
- Awoken
- Molten Falls
- The Longest Yard (actuellement testée sur les serveurs de test). C'est un remake de la carte q3dm17, du jeu Quake III Arena

### Armes[14]
Le joueur démarre une vie dans une arène armé du Gauntlet (un gant-scie pour le combat au corps-à-corps) et d'une des trois armes suivantes en version légère :
- une Machinegun (abbréviée MG) : un fusil mitrailleur automatique pour les combats à toutes distances,
- un Nailgun (abbrévié NG) : un lance-clous mitrailleur ayant le même usage que le plasmagun de Quake III et Quake Live,
- un Shotgun (abbrévié SG) : un fusil pour les combats rapprochés.

Ces armes sont disponibles en deux versions : une version légère de départ et une version lourde causant plus de dégâts.
Les trois armes principales popularisées dans Quake III, en tant que meta de la "Sainte Trinité", restent présentes dans cet opus.
- le Rocket Launcher (abrégé RL) qui, comme son nom l'indique, tire des roquettes explosives.
- le Lightning Gun (abrégé LG) qui projette un jet électrique continu.
- le Railgun (abrégé RG) qui tire un laser puissant à recharge lente.

Cet opus de Quake apporte une nouveauté : 
- le Tri-Bolt : projetant 3 carreaux collants qui explosent au contact direct ou avec un court délai. Il fait office de remplacement pour le Grenade Launcher dans les stratégies de repli et de déni de zone, et peut également servir à grimper des parois.

### Champions[18]
Quake Champions est une version remaniée de Quake III Arena, plusieurs personnages des précédents opus de la franchise Quake sont de retour. D'autres personnages des franchises sœurs d'id Software telles que Doom et Wolfenstein font également leur apparition. 
Les personnages en gras sont nouveaux dans la série.
- Athena
- Nyx
- Scalebearer
- Anarki
- Slash
- Clutch
- Galena
- Ranger
- Keel
- Visor
- Sorlag
- B.J. Blazkowicz
- Doom Slayer
- Death Knight
- Strogg

L'ajout potentiel du Dragonborn de Skyrim ainsi que le Vault Boy de la série des Fallout a été mentionné par Tim Willits.
Les fichiers du jeu contiennent des traces de potentiels futurs champions:
- Beast Master
- Commander Keen
- Crash
- Daemia
- Hunter
- Ingrid
- Keen
- Klesh
- Orbb
- Raine
- Terada
- Unumrey
- Uriel
- Xaero

## Développement

### API graphique
- DirectX 11. Il est possible d'optimiser les performances graphiques et réseau outre les paramètres offerts par le jeu via des paramètres systèmes[21].
- Vulkan[4],[5] (TBA)

### Roadmap
- Annoncé à l'E3  2016[22].
- Alpha fermée (2016).
- Beta fermée (dès avril 2017)[23].
- Early Access (dès août 2017)[24].
- Sortie sur Steam en free-to-play[25] (TBA 2018).

### Historique
Quake Champions a été annoncé lors de l'E3  2016, accompagné d'une bande-annonce. Il comprend une grande quantité de personnages jouables, chacun se vantant d'un ensemble de capacités uniques. Le jeu est déclamé comme "un jeu de tir en arène à grande vitesse". Il ne sera pas distribué sur consoles dues aux limitations matérielles inhérentes.
Lors de la QuakeCon 2016, Tim Willits le directeur-créatif a révélé que Quake Champions ne tournerait pas sur le moteur de jeu id Tech 6, mais plutôt sur un moteur hybride constitué d'Id Tech et de Saber Tech, ce qui signifie que le nombre de fonctionnalités présentes sur Doom ne sont pas natives à Quake Champions, telles que la réalité virtuelle, SnapMaps et le support de mods. Néanmoins le support de l'API Vulkan a été annoncé lors d'un stream, officiel de l'équipe sur Twitch, et le support de mods ultérieur après sortie initiale a été mentionné. Le jeu est passé en beta fermée le 6 avril, 2017. Le jeu a été distribué sur Steam en Early Access dès le 23 août, 2017.
Il a été spécifié que le jeu sera disponible en free-to-play, permettant de jouer en tant que Ranger, avec les autres champions disponibles à l'achat, dans un modèle similaire à Killer Instinct,.
Lors de l'E3 2017, il a été annoncé que B.J Blazkowicz de la série des Wolfenstein serait un personnage jouable.
Le 26 août 2017, lors de la QuakeCon, un tournoi de $1 million a été organisé,.
En août 2017, le Doom Slayer de Doom a été confirmé comme personnage jouable, après avoir précédemment apparu dans Quake III Arena en 1999 et dans Quake live en 2010, en tant que DoomGuy.
Le 11 décembre 2017, un nouveau personnage, Keel, a été annoncé sur le site officiel.